# Pacific Coast Ranges

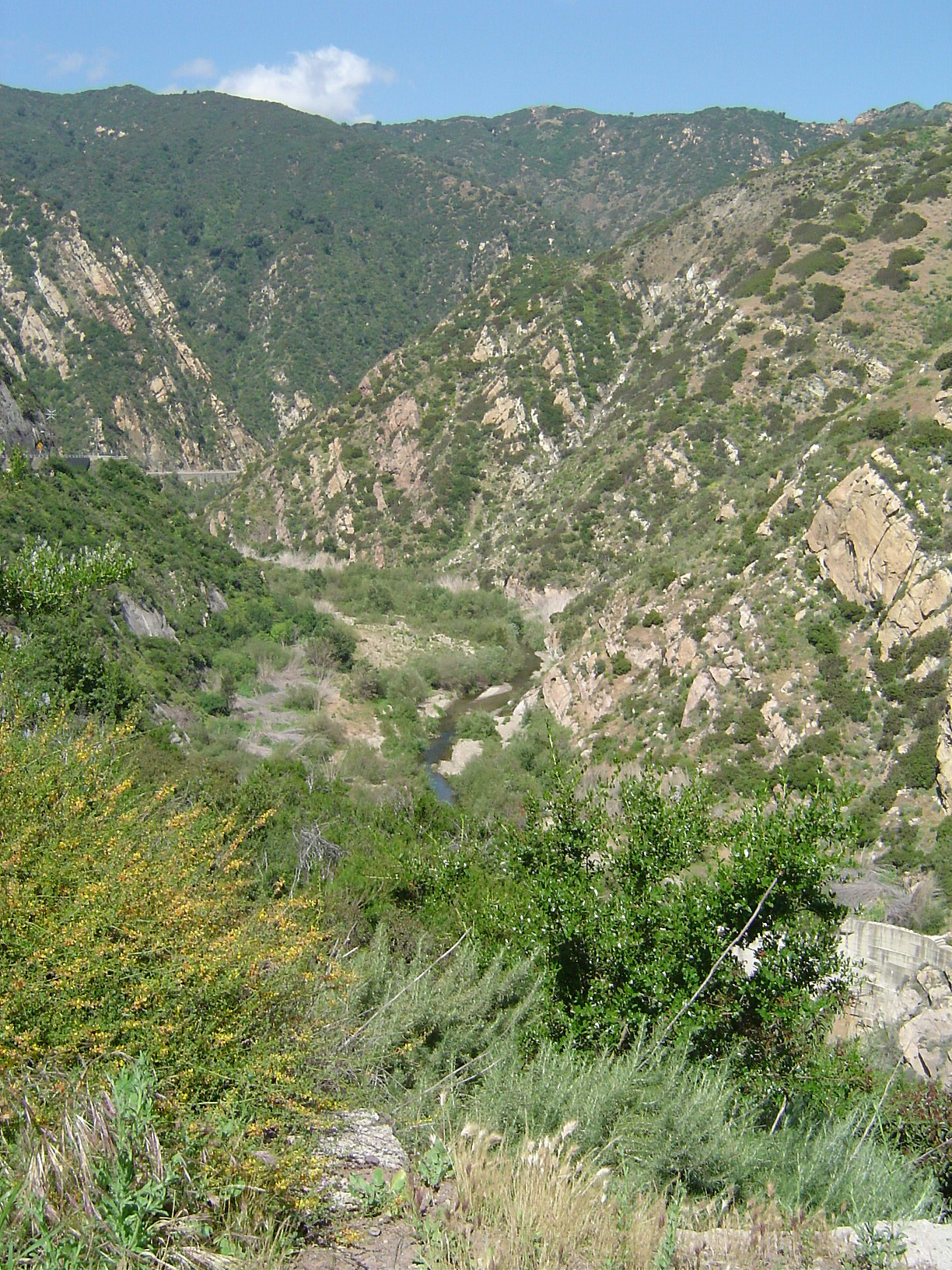
Malibu Canyon, Muntanyes de Santa Monica

Pacific Coast Ranges (al Canadà) i el Pacific Mountain System (als Estats Units)són les sèries de serralades de muntanyes que s'estenen al llarg de la costa oest d'Amèrica del Nord des del sud d'Alaska al Mèxic septentrional i central. Tant les parts que pertanyen al Canadà com les dels Estats Units es coneixen com a Pacific Coast Ranges. Tot i que es creu comunament que són la serralada més occidental dels Estats Units continentals i del Canadà, les muntanyes insulars geològicament diferents de l'illa de Vancouver es troben més a l'oest.
Les Pacific Coast Ranges formen part de la Serralada nord-americana (North American Cordillera).
Tanmateix la denominació Pacific Coast Ranges només s'aplica al sistema occidental de la Serralada nord-americana, que comprèn les Saint Elias Mountains, Coast Mountains, Insular Mountains, muntanyes Olímpiques, Cascade Range, Oregon Coast Range, California Coast Ranges, Transverse Ranges, Peninsular Ranges, i la Sierra Madre Occidental.

## Altres usos
El terme Coast Range és utilitzat pel Servei Geològic dels Estats Units per referir-se només a les serres al sud de l'estret de Juan de Fuca a Washington fins a la Frontera entre els Estats Units i Mèxic, i a les a l'oest de Puget Sound, la vall de Willamette i el Sacramento. i les valls de San Joaquin (la Vall Central de Califòrnia). Aquesta definició exclou les serralades de Sierra Nevada i Cascade, els deserts de Mojave (alt) i de Sonora (baix), és a dir, la província de la frontera del Pacífic. El mateix terme s'utilitza informalment al Canadà per referir-se a les muntanyes costaneres ia les serralades interiors adjacents com les muntanyes Hazelton, i de vegades també les Muntanyes Saint Elias.

## Geografia
El caràcter de les serres varia considerablement, des de les glaceres d'aigua de marea que van establir rècords a les serres d'Alaska, fins a les accidentades serralades central i meridional de Califòrnia, les serres transversals i les serralades peninsulars, a l'ecoregió de chaparral i boscos amb Oak Woodland, Chaparral, i bosc arbustiu o matoll de sàlvia litoral -cobrint-los. Sovint es veu la costa caient al mar amb vistes fotogèniques. Al llarg de la Colúmbia Britànica i la costa d'Alaska, les muntanyes es barregen amb el mar en un complex laberint de fiords, amb milers d'illes. A la costa del sud de Califòrnia, l'arxipèlag de les illes del Canal de les muntanyes de Santa Mònica s'estén per 260 km.
Hi ha planes costaneres a la desembocadura dels rius que han travessat les muntanyes estenent sediments, sobretot al riu Copper a Alaska, al riu Fraser a la Colúmbia Britànica i al riu Columbia entre Washington i Oregon. A Califòrnia: la badia de San Francisco dels rius Sacramento i San Joaquin, la plana d'Oxnard del riu Santa Clara, la Conca de Los Angeles dels rius Los Angeles, San Gabriel i Santa Ana - una plana costanera plena de sediments entre les serres peninsulars i transversals amb sediments a la conca de fins a 10 km de profunditat i la badia de la missió del riu San Diego.
Des de les proximitats de la badia de San Francisco al nord, és comú a l'hivern que les masses d'aire inestables i fresques del golf d'Alaska toquin terra en una de les serralades costaneres, donant lloc a fortes precipitacions, tant com a pluja com a neu, especialment als seus vessants occidentals.. El mateix clima hivernal es produeix amb menys freqüència i precipitació al sud de Califòrnia, amb les cares i els cims occidentals de les muntanyes que provoquen una ombra de pluja cap a l'est que produeix les regions desèrtiques àrides.
S'omet de la llista següent, però sovint s'hi inclou Sierra Nevada, una important serralada de l'est de Califòrnia que està separada per la vall central en gran part de la seva longitud de les serralades costaneres de Califòrnia i les serralades transversals.

## Geologia

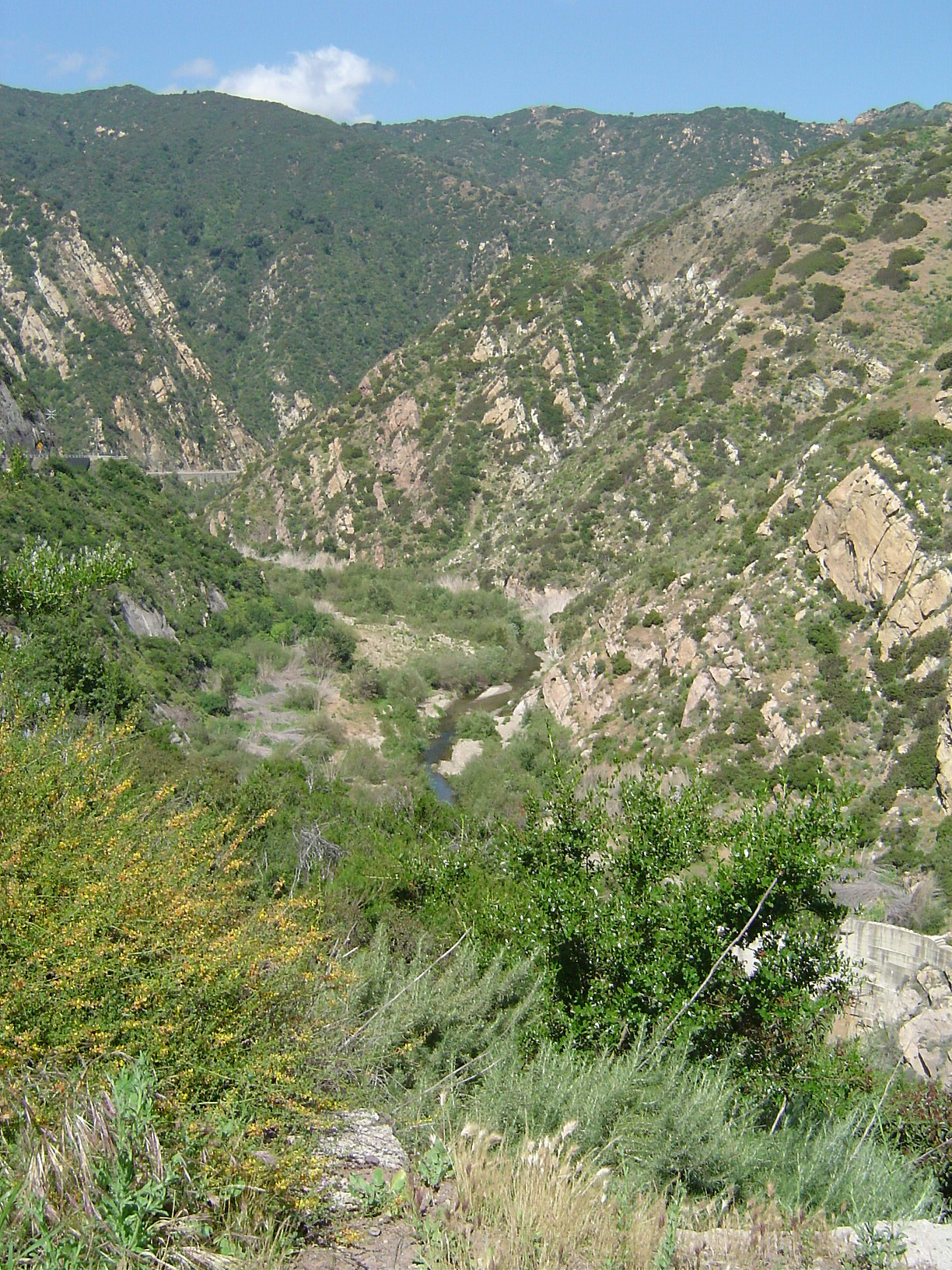
Malibu Canyon, muntanyes de Santa Mònica

Les serralades costaneres del Pacífic formen part de la serralada nord-americana (de vegades coneguda com la serralada occidental, o al Canadà, com la serralada del Pacífic i/o la serralada canadenca), que inclou les Muntanyes Rocoses, les muntanyes de Columbia, les muntanyes interiors, Meseta Interior, Sierra Nevada, serralades de la Gran Conca, i altres serres i altiplans i conques diverses.
La designació de la serralada de la costa del Pacífic, tanmateix, només s'aplica al sistema occidental de la serralada occidental, que comprèn les Muntanyes Saint Elias, les Muntanyes de la costa, les muntanyes insulars, les Muntanyes Olympic, la serralada de les Cascades, la serralada costanera d'Oregon, les serralades costaneres de Califòrnia, les Transverse Ranges, les Peninsular Ranges la Sierra Madre Occidental.
A la costa oest d'Amèrica del Nord, les serres costaneres i la plana costanera formen el marge. La major part del terreny és de terranes que s'han acumulat al marge. Al nord, el cinturó insular és un terreny acretat, formant el marge. Aquest cinturó s'estén des del Wrangellia Terrane a Alaska fins al grup Chilliwack del Canadà.
Una ruptura a Rodínia fa 750 milions d'anys va formar un marge passiu al nord-oest del Pacífic oriental. La ruptura de Pangea fa 200 milions d'anys va iniciar el moviment cap a l'oest de la placa nord-americana, creant un marge actiu al continent occidental. A mesura que el continent va derivar cap a l'oest, es van acumular terranes a la costa oest. El moment de l'acreció del cinturó insular és incert, tot i que el tancament no es va produir fins fa almenys 115 milions d'anys. Altres terres mesozoiques que es van acumular al continent inclouen les muntanyes Klamath, Sierra Nevada i el súper terra de Guerrero a l'oest de Mèxic. Fa 90–80 milions d'anys, la placa de Farallon en subducció es va dividir i va formar la placa de Kula al nord. Això va formar una àrea en el que ara és el nord de Califòrnia, on les plaques van convergir formant un Melange. Al nord d'aquest hi havia el Columbia Embayment, on el marge continental es trobava a l'est de les àrees circumdants. Molts dels principals batòlits daten de finals del Cretaci. Quan l'orogènia de Laramide va acabar fa uns 48 milions d'anys, l'acreció de la terra de Siletzia va començar al nord-oest del Pacífic. Això va començar l'activitat volcànica a la zona de subducció de Cascàdia, formant la moderna Serra de Cascades, i es va prolongar fins al Miocè. Els esdeveniments aquí poden estar relacionats amb l’erupció d'ignimbrites de la conca i la serralada del sud. Com que l'extensió a la província de Basin and Range es va alentir per un canvi en el moviment de les plaques nord-americanes fa uns 7 a 8 milions d'anys, va començar el trencament al golf de Califòrnia.
Tot i que moltes de les serres comparteixen una història geològica comuna, la província de la serralada de la costa del Pacífic no es defineix per la geologia, sinó per la geografia. Moltes de les diferents serralades estan compostes per diferents formes de roca de molts períodes geològics diferents, des del Precambrià a parts de les muntanyes Little San Bernardino fins a roques de 10.000 anys d'antiguitat a la serralada de les Cascades. Per exemple, les Serralades Peninsulars, compostes per roca batolítica mesozoica, són geològicament molt diferents de les muntanyes de San Bernardino, compostes per una barreja de roca metamòrfica precambriana i roca sedimentària cenozoica. Tanmateix, tots dos es consideren part de les serralades de la costa del Pacífic per la seva proximitat i un impacte econòmic i social similar a les comunitats circumdants.

## Elements principals
Aquests són els elements de la serralada de la costa del Pacífic, de nord a sud:
- Muntanyes Kenai, al sud d'Alaska
- Muntanyes Chugach, al sud d'Alaska
- Muntanyes Talkeetna, al sud d'Alaska

- Yukon Ranges, Alaska, Yukon

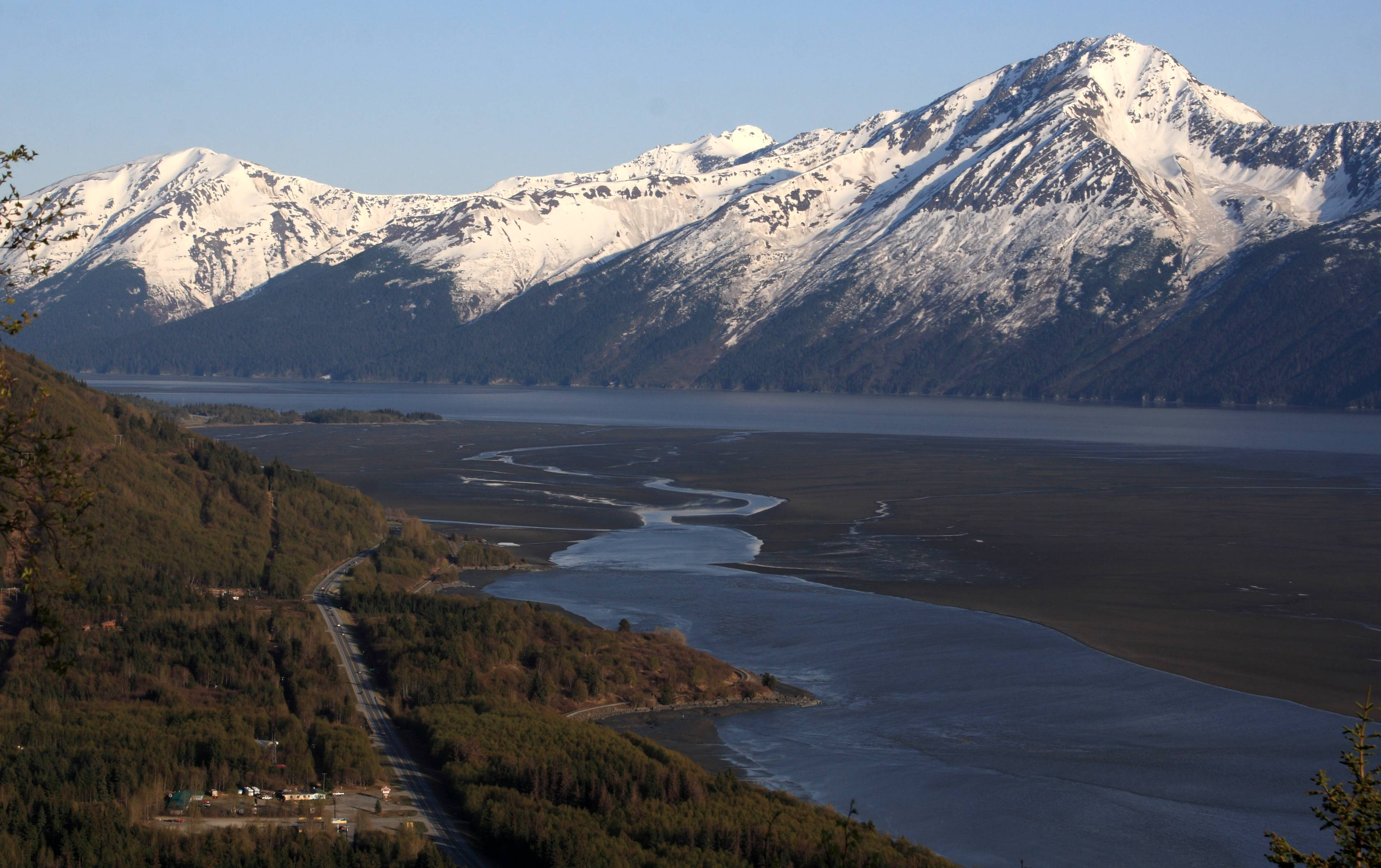
Muntanyes Kenai

  - Wrangell Mountains, southern Alaska
- Saint Elias Mountains, southern Alaska, southwestern Yukon, far northwestern British Columbia
  - Alsek Ranges
    - Fairweather Range
    - Takshanuk Mountains, Haines, Alaska-area. Between Chilkat and Chilkoot watersheds
- Coast Mountains
  - Boundary Ranges, southeastern Alaska, northwestern British Columbia
    - Cheja Range (southeast of Taku/Whiting Rivers)
    - Chechidla Range
    - Chutine Icefield
    - Adam Mountains
    - Ashington Range
    - Burniston Range
    - Dezadeash Range
    - Florence Range
    - Halleck RangeJuneau Icefield
    - Juneau Icefield
    - Kakuhan Range
    - Lincoln Mountains
    - Longview Range
    - Peabody Mountains
    - Rousseau Range
    - Seward Mountains
    - Snowslide Range
    - Spectrum Range
    - Stikine Icecap

  - Kitimat Ranges BC North Coast

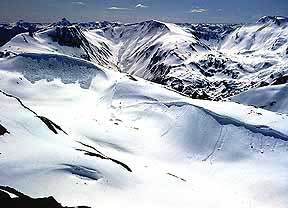
Juneau Icefield

  - Pacific Ranges BC South & Central Coast
    - Rainbow Range northwest Chilcotin, also classifiable as part of the Interior plateauRainbow Ridge
    - Pantheon Range Homathko area
    - Niut Range Homathko area
    - Waddington Range Homathko area
    - Whitemantle Range Homathko area
    - Bendor Range
    - Garibaldi Ranges
    - Clendinning Range
    - Tantalus Range
    - Chilcotin Ranges
      - Dickson Range
      - Shulaps Range
      - Camelsfoot Range

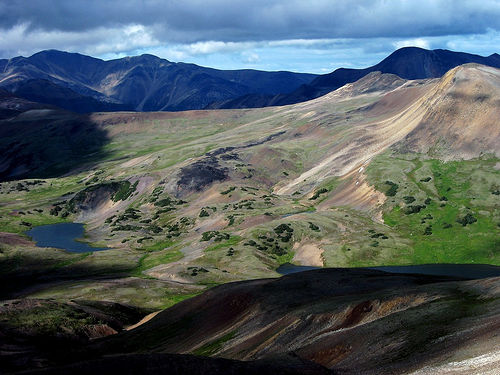
Rainbow Ridge

    - Lillooet Ranges, (Fraser Canyon west bank)
      - Cantilever Range
      - Cayoosh Range

    - Douglas Ranges
    - Front Ranges (North Shore Mountains)
- Insular Mountains, British Columbia
  - Vancouver Island Ranges, British Columbia
  - Queen Charlotte Mountains, British ColumbiaMt. Constance, Olympic Mountains
- Olympic Mountains, Washington

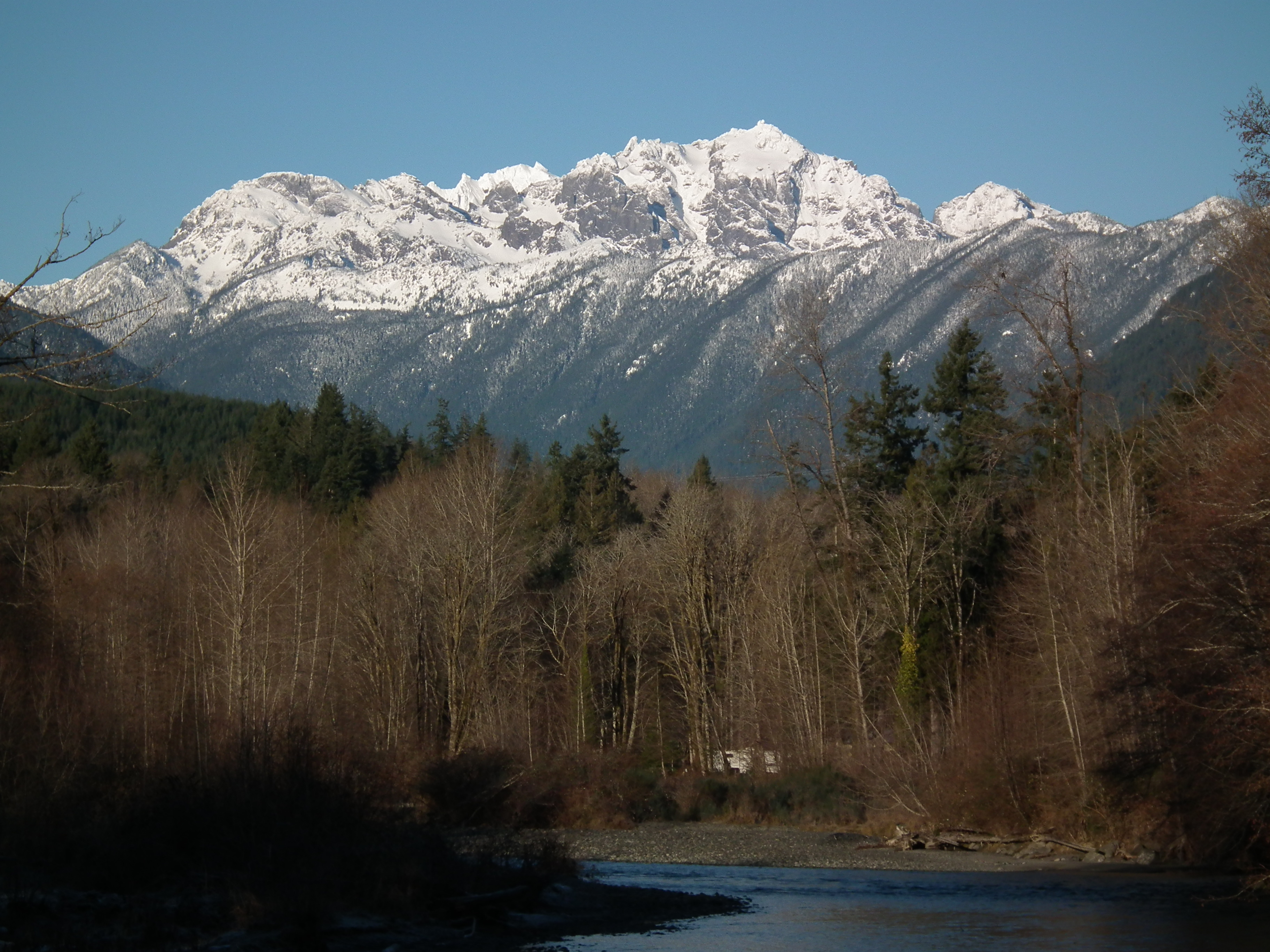
Mt. Constance, Olympic Mountains

- Cascade Range, British Columbia (Fraser Canyon east bank), Washington, Oregon and California
- Oregon Coast Range, Oregon
  - Northern Oregon Coast Range
  - Central Oregon Coast Range
  - Southern Oregon Coast Range
- Calapooya Mountains, Oregon
- Klamath-Siskiyou, Oregon, Northern California
  - Klamath Mountains, Oregon, Northern California
  - Siskiyou Mountains, Oregon, Northern California
  - Trinity Alps and Salmon Mountains, Northern California
  - Yolla Bolly Mountains, Northern California
- California Coast Ranges, Northern California
  - King Range, Northern California
  - Mendocino Range, Northern CaliforniaKlamath Mountains

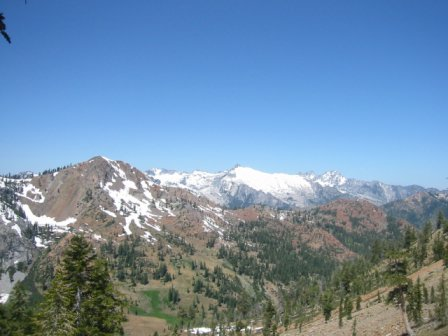
Klamath Mountains

  - Mayacamas Mountains, Northern California
  - Marin Hills, Northern California, (including Mount Tamalpais)
- Central California Coast Ranges, Central California
  - Santa Cruz Mountains, Central California
  - Diablo Range, Central California
  - Gabilan Range, Central California
  - Santa Lucia Range, Central California
  - Temblor Range, Central California
  - Caliente Range, Central California
- Transverse Ranges, Southern California
  - Sierra Madre Mountains, Southern California
  - Sierra Pelona Mountains, Southern CaliforniaSan Rafael Mountains

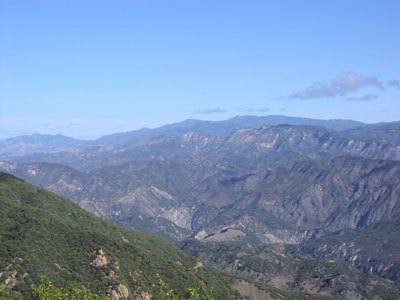
San Rafael Mountains

  - San Emigdio Mountains, Southern California
  - San Rafael Mountains, Southern California
  - Santa Ynez Mountains, Southern California
  - Tehachapi Mountains, Southern California
  - Topatopa Mountains, Southern California
  - Santa Susana Mountains, Southern California
  - Simi Hills, Southern California
  - Santa Monica Mountains, Southern California
  - Chalk Hills, Southern California
  - San Gabriel Mountains, Southern CaliforniaPuente Hills

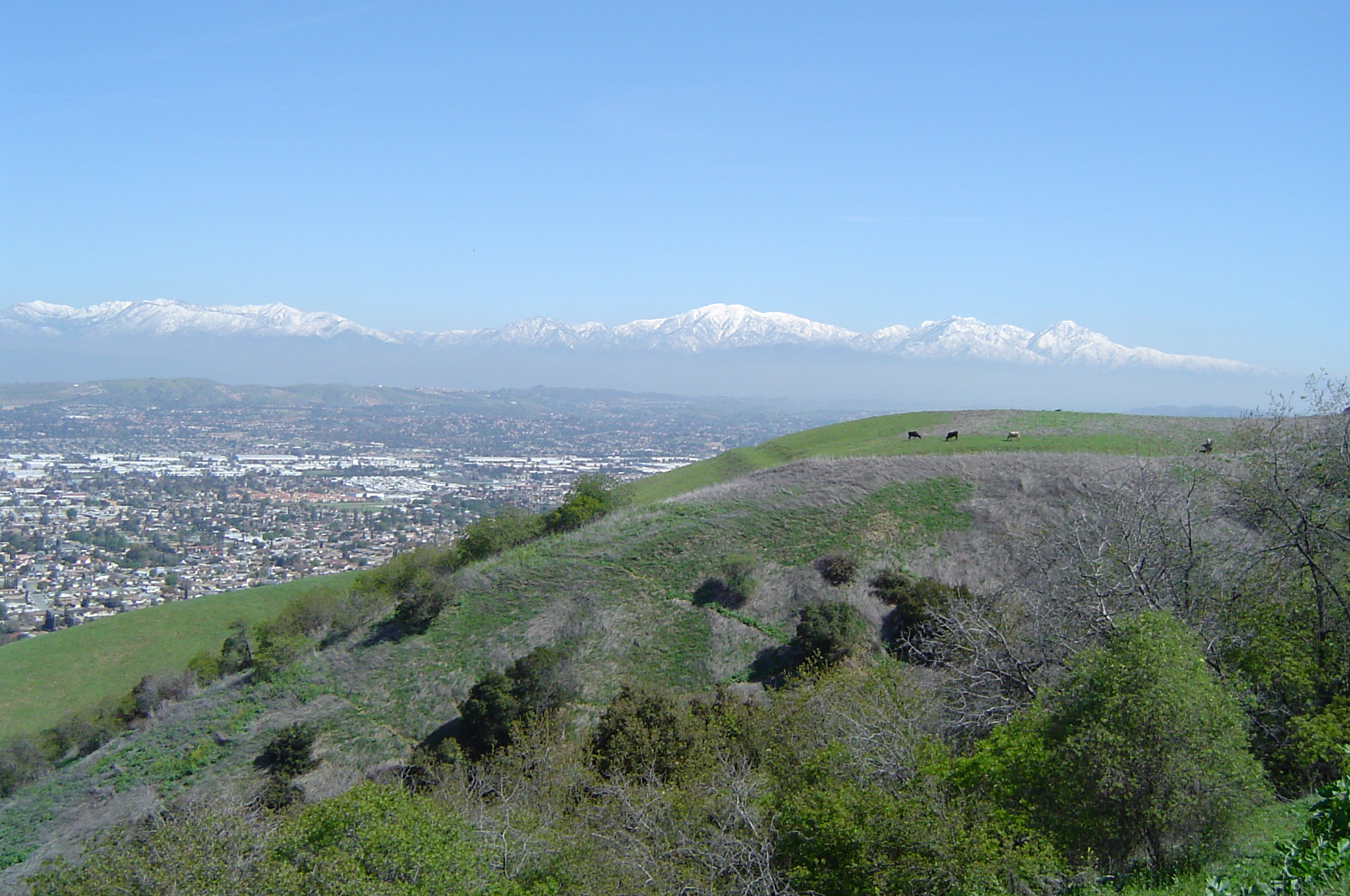
Puente Hills

  - San Rafael Hills, Southern California
  - Puente Hills, Southern California
  - San Bernardino Mountains, Southern California
  - Little San Bernardino Mountains, Southern California
- Peninsular Ranges, Southern California and Mexico
  - Santa Ana Mountains, Southern California
  - Chino Hills, Southern California
  - San Jacinto Mountains, Southern California
  - Palomar Mountain Range, Southern California
  - Laguna Mountains, Southern California
  - Sierra Juarez, Northern Baja California, Mexico
  - Sierra San Pedro Martir, Central Baja California, Mexico
  - Sierra de San Borja, Central Baja California, Mexico
  - Sierra de San Francisco, Central Baja California, Mexico
  - Sierra de Guadalupe cave paintings, Central Baja California, Mexico
  - Sierra de la Giganta, Southern Baja California, Mexico
  - Sierra de la Laguna, Southern Baja California, Mexico
- Sierra Madre Occidental, Northwestern Mexico

## Els principals camps de gel
Aquests no s'anomenen com a intervals, sinó que equivalen al mateix. Les serralades de la costa del Pacífic són la llar dels camps de gel de latituds temperades més grans del món.
- Camp de gel de Harding
- Camp de gel SargentCamp de gel de Harding
- Camp de gel de Bagley
- Camps de gel de Kluane
- Camp de gel de Juneau
- Stikine Icecap

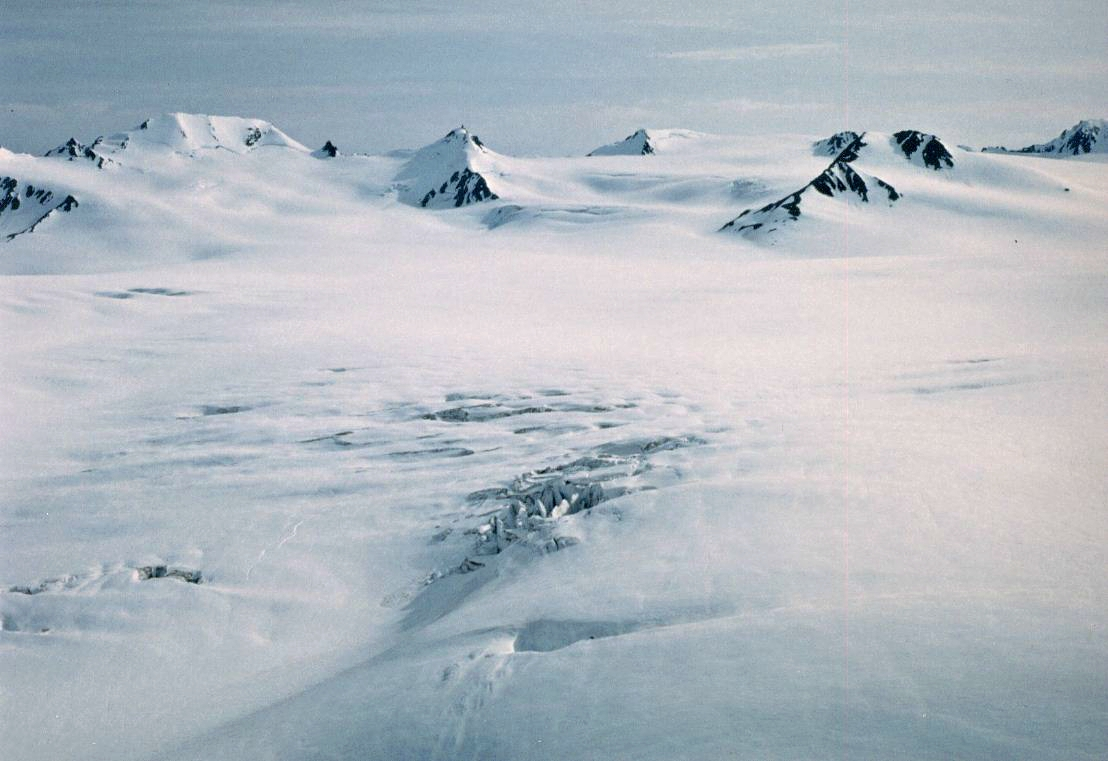
Camp de gel de Harding

- Camp de gel Ha-Iltzuk (glacera Silverthrone)
- Camp de gel monarca
- Camp de gel de Waddington
- Camp de gel Homathko
- Lillooet Icecap (corona de Lillooet)
- Camp de gel de Pemberton

Només s'enumeren els camps de gel més grans; els camps de gel més petits es poden llistar a les diferents pàgines d'interval. Els camps de gel formalment sense nom no apareixen a la llista